# Günter Verheugen

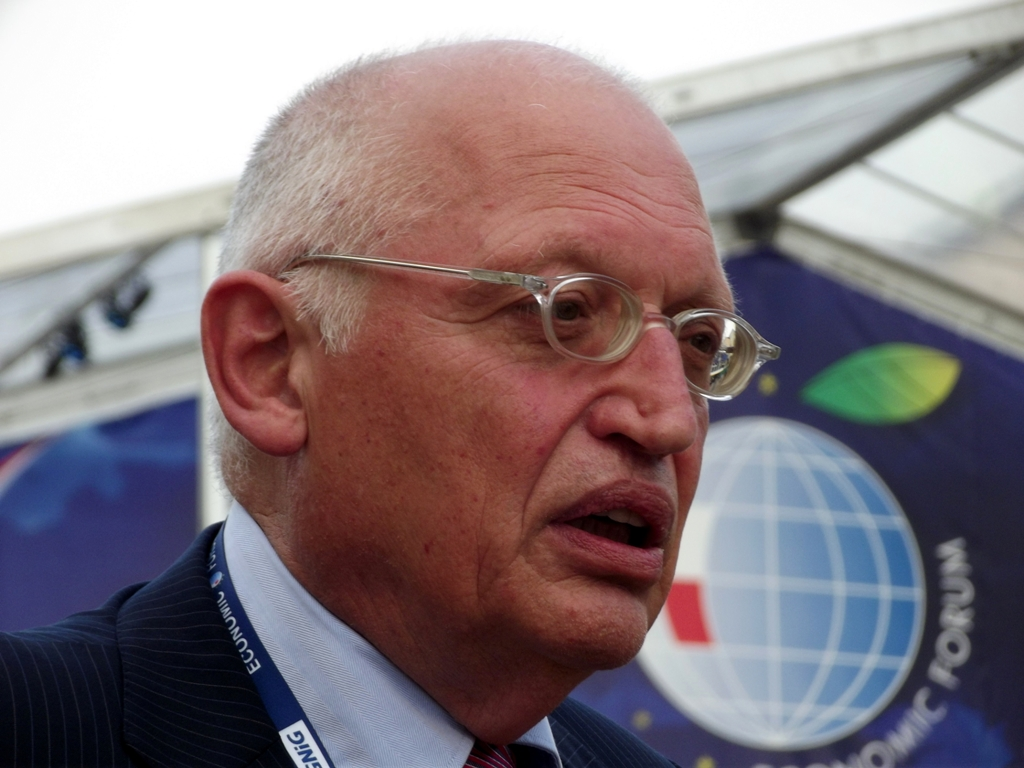
Günter Verheugen, Foro Económico XXVI en Krynica-Zdroj, 2012.

Günter Verheugen (Bad Kreuznach, 28 de abril de 1944) es un historiador y político europeo de nacionalidad alemana.
Verheugen ha dicho con respecto a la Unión Europea: "A pesar de todas las merecidas críticas, conservar la paz es su principal función".

## Biografía
Verheugen nació en Renania-Palatinado en el seno de una familia de clase media. En la segunda mitad de los años 1960 estudió Historia, Sociología y Ciencias Políticas en Colonia y Bonn y fue periodista en prácticas del diario Neue Rhein-Neue Ruhr-Zeitung
Está casado y no tiene hijos.

## Trayectoria
Es militante del Partido Socialdemócrata de Alemania (SPD) desde 1982. Anteriormente, entre 1969 y 1974 fue director de Relaciones Públicas del Ministerio Federal del Interior, director de la Célula de Análisis e Información del Ministerio de Asuntos Exteriores (1974-1976), miembro de la ejecutiva del Partido Liberal (FDP) y secretario general de este entre 1978 y 1982.
Ya como militante del SPD, fue diputado federal (1983-1999), miembro de la Comisión de Asuntos Exteriores de la Cámara Baja (1983-1998), portavoz del comité ejecutivo del SPD (1986-1987), redactor jefe de la revista del partido (1987-1989), presidente del Consejo de Administración de la sociedad de radiodifusión Deutsche Welle, secretario general del SPD (1993-1995), vicepresidente del grupo parlamentario de SPD sobre Política Exterior, Seguridad y Desarrollo (1994-1997), miembro de la Comisión de Asuntos Exteriores y ministro de exteriores entre 1998 y 1999.
En el período 1999-2004 ocupó el cargo de comisario para la ampliación de la Unión Europea. Desde esta posición tomó parte en la proceso de ampliación de 2004 e impulsó las negociaciones de adhesión de Turquía.
Entre noviembre de 2004 y noviembre de 2009, dentro de la Comisión Barroso se encarga de los asuntos empresariales e industriales, además es uno de los vicepresidentes de la Comisión.

## Algunas publicaciones
- (ed.) Das Wichtigste ist der Frieden. Dokumentation des Verteidigungspolitischen Kongresses der Freien Demokratischen Partei am 27./28. April 1979 in Münster, Nomos-Verlagsgesellschaft, Baden-Baden 1980, ISBN 3-7890-0541-X. (Schriften der Friedrich-Naumann-Stiftung)

- Eine Zukunft für Deutschland (prólogo de Walter Scheel), Verlag Gruenwald, Múnich 1980, ISBN 3-8207-1652-1.

- Der Ausverkauf. Macht und Verfall der FDP, Spiegel-Verlag, Hamburg 1984, ISBN 3-499-33054-7.

- Apartheid. Südafrika und die deutschen Interessen am Kap, Kiepenheuer und Witsch, Köln 1986, ISBN 3-462-01800-0.

- (ed.) 60 plus. Die wachsende Macht der Älteren, Bund-Verlag, Köln 1994, ISBN 3-7663-2529-9.

- Germany and the EU Council Presidency. Expectations and reality, Zentrum für Europäische Integrationsforschung, Bonn 1999, ISBN 3-933307-35-X.

- Frankreich und Deutschland in einer erweiterten EU, Ed. Isele, Eggingen 2004, ISBN 3-86142-330-8.

- Europa in der Krise. Für eine Neugründung der europäischen Idee, Kiepenheuer & Witsch, Cölonia 2005, ISBN 3-462-03470-7.